# Strada statale 89 Garganica
La strada statale 89 Garganica (SS 89) è una strada che percorre il periplo del promontorio del Gargano, da San Severo a Foggia.

## Percorso
Parte da San Severo con un tracciato che si presenta a una sola corsia per senso di marcia e dopo circa 10 km entra ad Apricena, fungendo quasi da tangenziale. Superata quest'ultima, la strada va verso il territorio di San Nicandro Garganico. Dopo pochi km, la statale comincia a prendere quota e supera la ferrovia con 2 passaggi a livello. Incontra la provinciale per San Marco in Lamis ed entra nel comune di San Nicandro Garganico. Poi segue lo stesso tracciato della ferrovia e dopo alcuni km affianca la superstrada del Gargano, dove si può collegare con il bivio per Capoiale e il Lago di Varano. Dopo altri 15 km entra a Cagnano Varano, segue ancora lo stesso tracciato della ferrovia e passa nei pressi del Lago di Varano fino al bivio per la SS 693. Da qui la strada per Rodi Garganico, con la relativa litoranea per la rinomata località balneare di San Menaio, frazione di Vico del Gargano, è stata ceduta alla Regione Puglia ed affidata alla Provincia di Foggia, riclassificata per questo tratto di 9,920 km come strada provinciale 41 ter Rodi Garganico - San Menaio (SP 41 ter). Il percorso riprende da San Menaio, dopo il quale si trova il bivio con la SS 750 per arrivare alla superstrada SS 693 e alla SP 144, da cui giungere a Vico del Gargano e a Monte Sant'Angelo. Dopo il bivio con la SS 750, il percorso prosegue per Peschici e Vieste, lasciando a tratti il litorale costiero, e dopo Vieste va verso l'interno, toccando quote prossime ai 700 m s.l.m. per poi riscendere sulla costa da Mattinata. Da qui si può nuovamente raggiungere Monte Sant'Angelo sia con la SS 89 dir/B, che più avanti con la SP 55, e la strada arriva a Manfredonia.
Da Manfredonia, iniziano 2 corsie per carreggiata e la statale assume le caratteristiche di superstrada a 4 corsie complessive negli ultimi 40 km, passando per l'aeroporto militare di Amendola e finendo il suo percorso a Foggia.
Tracciato
| Garganica Tratto San Severo - Cagnano Varano |                                                                                |      |                             |           |
| Tipo                                         | Indicazione                                                                    | ↓km↓ | Note                        | Provincia |
|                                              | San Severo                                                                     | 0,0  |                             | FG        |
|                                              | Stazione di Servizio                                                           | 1,8  | Corsia direzione Apricena   | FG        |
|                                              | San Marco in Lamis Santuario di San Pio Chiesa San Michele Arcangelo           | 3,8  |                             | FG        |
|                                              | Sant'Antonino da Piede - Stazione di Poggio Imperiale                          | 5,2  |                             | FG        |
|                                              | di Tribunale                                                                   | 8,1  | [ 2 ]                       | FG        |
|                                              | Zona Industriale Comparto 01                                                   | 11,4 |                             | FG        |
|                                              | Stazione di Servizio                                                           | 12,0 | Corsia direzione San Severo | FG        |
|                                              | Apricena                                                                       | 12,2 | [ 3 ]                       | FG        |
|                                              | Apricena Stazione di Apricena                                                  | 12,9 |                             | FG        |
|                                              | Apricena San Marco in Lamis San Giovanni Rotondo Monte Sant'Angelo Manfredonia | 13,5 |                             | FG        |
|                                              | Vieste S.S.V. del Gargano Gargano Pugnochiuso                                  | 14,0 |                             | FG        |
|                                              | Ferrovia San Severo-Peschici                                                   | 20,0 |                             | FG        |
|                                              | San Marco in Lamis San Giovanni Rotondo Dolina Pozzatina                       | 26,3 |                             | FG        |
|                                              | Lesina                                                                         | 27,4 |                             | FG        |
|                                              | San Nicandro Garganico                                                         | 27,5 |                             | FG        |
|                                              | Cimitero di San Nicandro Garganico                                             | 28   |                             | FG        |
|                                              | Ferrovia San Severo-Peschici                                                   | 46,4 |                             | FG        |
|                                              | Foggia Rodi Garganico Bologna-Taranto                                          | 46,5 |                             | FG        |
|                                              | Cagnano Varano                                                                 | 47,0 |                             | FG        |

## Strada statale 89 dir/A Garganica
La ex strada statale 89 dir/A Garganica (SS 89 dir/A) è la "diramazione A" della strada statale 89 Garganica, che dal bivio per Vieste conduce al Porto di Vieste per una lunghezza di 1,940 km, attraversando il centro abitato viestano.

## Strada statale 89 dir/B Garganica
La strada statale 89 dir/B Garganica (SS 89 dir/B) è la "diramazione B" della strada statale 89 Garganica, per il collegamento tra Mattinata e Monte Sant'Angelo.